# Mark Milligan
Mark Milligan (Sídney, Nueva Gales del Sur, Australia; 4 de agosto de 1985) es un exfutbolista internacional australiano y entrenador que jugaba de defensa.
Es segundo entrenador en el Adelaide United desde 2022.

## Selección nacional
Fue operado de una hernia a comienzos del año 2006, sin embargo ello no le impidió participar con los socceroos en el Mundial de Alemania de 2006.
El 13 de mayo de 2014 Milligan fue incluido por Ange Postecoglou, el entrenador de la selección australiana, en la lista preliminar de 30 jugadores con miras a la Copa Mundial de Fútbol de 2014. El 3 de junio fue confirmado en la lista final de 23 jugadores.

### Participaciones en Copas del Mundo
| Mundial                        | País      | Resultado        |
| ------------------------------ | --------- | ---------------- |
| Copa Mundial de Fútbol de 2006 | Alemania  | Octavos de final |
| Copa Mundial de Fútbol de 2010 | Sudáfrica | Fase de grupos   |
| Copa Mundial de Fútbol de 2014 | Brasil    | Fase de grupos   |
| Copa Mundial de Fútbol de 2018 | Rusia     | Fase de grupos   |

## Clubes

### Como jugador
| Club                        | País                   | Año       |
| --------------------------- | ---------------------- | --------- |
| Northern Spirit             | Australia              | 2002-2003 |
| Blacktown City              | Australia              | 2004      |
| Sydney F. C.                | Australia              | 2005-2008 |
| Newcastle United Jets F. C. | Australia              | 2008-2009 |
| Shanghái Shenhua            | China                  | 2009      |
| JEF United Chiba            | Japón                  | 2010-2011 |
| Melbourne Victory F. C.     | Australia              | 2011-2012 |
| JEF United Chiba            | Japón                  | 2012      |
| Melbourne Victory F. C.     | Australia              | 2012-2015 |
| Baniyas S. C.               | Emiratos Árabes Unidos | 2015-2017 |
| Melbourne Victory F. C.     | Australia              | 2017-2018 |
| Al-Ahli Saudi F. C.         | Arabia Saudita         | 2018      |
| Hibernian F. C.             | Escocia                | 2018-2019 |
| Southend United F. C.       | Inglaterra             | 2019-2020 |
| Macarthur F. C.             | Australia              | 2020-2021 |

### Como entrenador
| Club                        | País      | Año           |
| --------------------------- | --------- | ------------- |
| Macarthur F. C. (asistente) | Australia | 2021          |
| St George FC                | Australia | 2022          |
| Adelaide United (asistente) | Australia | 2022-presente |

## Palmarés

### Títulos nacionales
| Título   | Club                    | País      | Año     |
| -------- | ----------------------- | --------- | ------- |
| A-League | Sydney F. C.            | Australia | 2005-06 |
| A-League | Melbourne Victory F. C. | Australia | 2014-15 |

### Títulos internacionales
| Título                      | Equipo                        | Sede          | Año  |
| --------------------------- | ----------------------------- | ------------- | ---- |
| Copa Asiática               | Selección de Australia        | Australia     | 2015 |
| Campeonato Sub-20 de la OFC | Selección sub-20 de Australia | Islas Salomón | 2005 |